# Tiberio Emilio Mamercino
Tiberio Emilio Mamercino, in latino Tiberius Aemilius Mamercus (fl. V secolo a.C.), è stato un politico e militare romano del V sec. a.C.

## Biografia
Tiberio Emilio apparteneva al ramo Mamercino (o Mamerco) della nobile gens Aemilia, un'antica gens patrizia dell'antica Roma. Era figlio del tre volte console Lucio Emilio Mamercino. Fu eletto console due volte, nel 470 a.C. e nel 467 a.C.

### Primo consolato (470 a.C.)
Tiberio Emilio venne eletto console la prima volta con Lucio Valerio Potito.
Durante il loro consolato i tribuni della plebe ottennero di portare nuovamente all'attenzione del Senato la questione della ripartizione della terra, stabilita durante il consolato di Spurio Cassio Vecellino e Proculo Verginio Tricosto Rutilo. Entrambi i consoli si mostrarono favorevoli, Tiberio in particolare spinto da un vecchio risentimento verso il Senato stesso che aveva negato al padre la concessione del trionfo per la vittoria sui Veienti del 478 a.C.. La richiesta fu però respinta dal Senato, in particolare per l'opposizione di Appio Claudio, console nell'anno precedente
Furiosi per la sconfitta, i tribuni Marco Duilio e Gneo Siccio cercarono di vendicarsi formulando varie accuse contro Appio Claudio, tanto da riuscire a mandarlo sotto processo; tuttavia il processo non ebbe luogo, poiché Appio morì prima. Secondo Tito Livio Appio si ammalò gravemente e morì prima di essere posto sotto processo, secondo Dionigi si suicidò, ma i parenti dissero che morì per una malattia.
In quell'anno i due consoli vennero inviati a combattere contro due popoli nemici di Roma, Tiberio contro i Sabini e Lucio contro gli Equi. Dopo alcune scaramucce, i Romani ed i Sabini finirono per fronteggiarsi mantenendo le posizioni senza ingaggiare battaglia, ritirandosi poi dopo alcuni giorni senza vincitori né vinti.

### Secondo consolato (467 a.C.)
Tiberio Emilio, eletto console una seconda volta con Quinto Fabio Vibulano, appoggiò nuovamente la legge agraria.
Nuovamente sorsero forti contrasti con i senatori ed i proprietari terrieri, timorosi di perdere parte delle loro proprietà; Quinto Fabio propose allora di distribuire alla plebe la porzione di terre sottratte ai Volsci l'anno precedente dal console Tito Quinzio Capitolino Barbato, fondando una colonia nei pressi di Anzio. Tale soluzione riuscì a mantenere la pace sociale, ma scontentò comunque la plebe, che si sentiva allontanata dalla patria, tanto che in pochi aderirono e una parte delle terre venne distribuita agli alleati Latini ed Ernici, e, visto che ne rimase ancora, alla fine parte tornò agli Anziati
Anche nel corso del suo secondo consolato Tiberio marciò contro i Sabini, ma non trovando alcun esercito da combattere, si limitò a devastarne i territori.

### Fonti primarie
- Tito Livio, Ab Urbe Condita Libri
- Dionigi di Alicarnasso, Antichità romane

### Fonti secondarie
- William Smith, Dizionario di biografia e mitologia greco-romana